# Mas Mitjà
El Mas Mitjà és una masia de Santa Eugènia de Berga (Osona) inclosa a l'Inventari del Patrimoni Arquitectònic de Catalunya.

## Descripció
És una masia de planta rectangular coberta a dues aigües amb el carener perpendicular a la façana. Al davant té uns porxos de tres cossos, un d'ells cobert a manera de galeria, sostinguts per pilars. L'edifici és bastit amb pedra, calç, tàpia i maó amb embigat de fusta. A la part posterior hi ha un portal que tanca la lliça.
A la part dreta del mas, i comunicada per un pont, hi ha una capella que havia estat dedicada a la Mare de Déu de la Concepció, amb un òcul i un petit campanar d'espadanya a la façana de ponent. Una cabana i altres edificacions annexes complementen el mas.

## Història
La masia va reedificar-se al segle xviii. Pal que fa a la capella hi ha notícies que l'any 1857 la seva propietària, Maria de Ferrer, marquesa de Puerto Nuevo, va demanar permís al bisbe de Vic per poder-hi celebrar missa. És la casa natal de l'historiador franciscà Josep M. Pou, vinculat a la vida de Sant Miquel dels Sants.
A l'altre costat, al cantó de Vic, hi ha un petit oratori dedicat a Sant Miquel dels Sants; la tradició- que encara avui continua viva- diu que allà hi anava el Sant quan era un infant a fer oració i martiritzar-se en un arç.